# Classe no 1 (mouilleur de mines auxiliaire)
Pour les articles homonymes, voir Classe No 1.
La classe N° 1 est une classe de mouilleurs de mines auxiliaires de la Marine impériale japonaise construite entre 1941 et 1942 dans le cadre du programme Maru Rin (Temporal Naval Armaments Supplement Programme, en anglais) pour compléter la vieille classe Sokuten.

## Contexte
En 1939 la Marine impériale du Japon désire de nouveaux mouilleurs de mines plus petits pour la défense de ses bases navales.

## Conception
Elle choisit de se servir d'un modèle de navire de pêche à palangre utilisé par le Ministère de l'Agriculture, des Forêts et de la Pêche.
En 1940, le Département technique de la marine impériale japonaise (Kampon) fait mettre en construction cette petite classe de chalutiers militaires  par le chantier naval de la Compagnie des docks d'Uraga.

## Les unités
| Nom  | Quille           | Lancement       | Service         | Fin de carrière                 | Photo |
| ---- | ---------------- | --------------- | --------------- | ------------------------------- | ----- |
| N° 1 | 4 juin 1941      | 20 août 1941    | 28 février 1942 | coulé le 27 mars 1945           |       |
| N° 2 | 4 juin 1941      | 30 août 1941    | 10 avril 1942   | coulé le 31 décembre 1942       |       |
| N° 3 | 8 septembre 1941 | 14 janvier 1942 | 30 juin 1942    | retiré du service le 3 mai 1947 |       |
| N° 4 | 8 septembre 1941 | 24 janvier 1942 | 20 août 1942    | coulé le 20 novembre 1944       |       |